# Polonia en el Festival de la Canción de Eurovisión 2023
Polonia participará en el LXVII Festival de la Canción de Eurovisión, que se celebrará en el Reino Unido en mayo de 2023, tras la imposibilidad de Ucrania de acoger el concurso por la victoria de Kalush Orchestra con la canción «Stefania». La Telewizja Polska (TVP), (Televisión Polaca en español) radiodifusora encargada de la participación polaca dentro del festival, decidió organizar una nueva edición de su final nacional Tu bije serce Europy! Wybieramy hit na Eurowizję para seleccionar a su representante en el concurso eurovisivo.
La preselección celebrada en una sola gala el 26 de febrero de 2023, dio como ganadora a la cantante Blanka con la canción pop «Solo» tras recibir 22 puntos, 12 del jurado profesional y 10 del televoto.

## Historia de Polonia en el Festival
Polonia es uno de los países de Europa Central que se fueron uniendo al festival desde después de la disolución de la Unión Soviética, debutando en 1994. Desde entonces el país ha concursado en 24 ocasiones, siendo su mejor participación el año de su debut, con un 2° lugar obtenido por Edyta Górniak y la balada «To nie ja». Así mismo, el país se ha colocado en dos ocasiones más dentro de los 10 mejores del concurso: en 2003 y 2016. Desde la introducción de las semifinales, Polonia ha logrado estar en la final en 7 ocasiones, siendo uno de los países con más eliminaciones en semifinales.
En 2022, el cantante Ochman, se colocó en 12.ª posición con 151 puntos en la gran final: 105 puntos del televoto (8°) y 46 del jurado profesional (14°), con el tema «River».

## Representante para Eurovisión

### Tu bije serce Europy! Wybieramy hit na Eurowizję
Polonia confirmó su participación en el Festival de la Canción de Eurovisión 2023 el 19 de septiembre de 2022, con el anuncio de una nueva edición de su final nacional llamada Tu bije serce Europy! Wybieramy hit na Eurowizję.
Esta fue la 2° edición de la renovada preselección polaca. El periodo de recepción de candidaturas se abrió ese mismo día e inicialmente cerrándose el 15 de enero de 2023, ampliándose posteriormente al 10 de febrero, habiéndose recibido 300 candidaturas. Las canciones participantes fueron anunciadas el 15 de febrero de 2023 durante el programa matutino de la TVP Pytanie na Śniadanie, siendo seleccionadas por un comité de cinco miembros conformado por un representante de la TVP, una personalidad de la radio, un experto musical, un periodista y un representante la Unión de Músicos Polacos.
La preselección tuvo un formato distinto al utilizado el año anterior, con los 10 finalistas siendo sometidos a una sola ronda de votación (en detrimento de una súper final con los tres más votados de la primera ronda como se había anunciado en un principio), compuesta en un 50% por un jurado profesional y 50% la votación del público, quienes pudieron votar hasta 20 veces desde un mismo dispositivo. Ambos grupos votaron con el mismo sistema de Eurovisión: 12, 10 y 8-1 punto según su orden de preferencia. La puntuación del jurado fungió como método de desempate. Tras sumar ambas puntuaciones, la candidatura más votada fue declarada ganadora y representante de Polonia en Eurovisión.
El jurado fue conformado por cuatro miembros: Edyta Górniak (cantante y representante de Polonia en el Festival de la Canción de Eurovisión 1994), Marek Sierocki (presentador de televisión), Agustin Egurola (coreógrafo) y Marcin Kusy (director de la estación de radio Jedynka). Górniak fungió como presidenta del jurado.

#### Candidaturas
| Artista            | Canción (Traducción)                 | Idioma         | Compositor(es) |
| ------------------ | ------------------------------------ | -------------- | --- |
| Ahlena             | «Booty» (Trasero)                    | Inglés         | Magdalena Pawłowska, Maksymilian Niemczyk                                                                               |
| Alicja Szemplińska | «New Home» (Nuevo hogar)             | Inglés         | Alicja Szemplińska, Chloe Martini, Farrah Guenena                                                                       |
| Blanka             | «Solo» (En solitario)                | Inglés         | Blanka Stajkow, Maciej Puchalski, Mikołaj Trybulec, Bartłomiej Rzeczycki, Marcin Górecki, Maria Broberg, Julia Sundberg |
| Dominik Dudek      | «Be Good» (Sé bueno)                 | Inglés         | Dominik Dudek, Mateusz Kotowski, Patryk Kumór, Dominic Buczkowski-Wojtaszek                                             |
| Felivers           | «Never Back Down» (Nunca retroceder) | Inglés, Polaco | Miłosz Fergiński, Konrad Jażdżyk                                                                                        |
| Jann               | «Gladiator» (Gladiador)              | Inglés         | Thomas Karlsson, Joakim Övrenius, Julia Nilcrantz                                                                       |
| Kuba               | «Do The Dance» (Haz el baile)        | Inglés         | Wojciech Stekla, Aleksandra Lewandowska                                                                                 |
| Maja Hyży          | «Never Hide» (Nunca esconderse)      | Inglés         | Natasza Urbańska, Jan Bielecki, Twan Ray                                                                                |
| Natasza            | «Lift You Up» (Levantarse)           | Inglés         | Mikołaj Trybulec, Ashley Hicklin, Bastien Kaltenbacher, Marine Kaltenbacher                                             |
| Yan Majewski       | «Champion» (Campeón)                 | Inglés         | Jan Rozmanowski |

#### Final
La final tuvo lugar en el Estudio Transcolor de Varsovia el 26 de febrero de 2023, siendo presentada por Aleksander Sikora, Ida Nowakowska y Małgorzata Tomaszewska. El orden de actuación fue publicado el 20 de febrero de 2023. Tras las votaciones, la cantante Blanka fue declarada ganadora con el uptempo pop «Solo». El tema íntegro en inglés y que fue compuesto por la propia Blanka junto a Maciej Puchalski, Mikołaj Trybulec, Bartłomiej Rzeczycki, Marcin Górecki, Maria Broberg y Julia Sundberg, recibió un total de 22 puntos, siendo la opción predilecta del jurado y la segunda del televoto. La candidatura favorita del televoto, Jann con «Gladiator» finalizó en segundo puesto con 19 puntos.
| N.º | Artista            | Canción           | Jurado | Televoto | Lugar | Total |
| --- | ------------------ | ----------------- | ------ | -------- | ----- | ----- |
| 1   | Natasza            | «Lift You Up»     | 6      | 2        | 7     | 8     |
| 2   | Kuba               | «Do The Dance»    | 3      | 3        | 8     | 6     |
| 3   | Ahlena             | «Booty»           | 1      | 1        | 10    | 2     |
| 4   | Dominik Dudek      | «Be Good»         | 10     | 8        | 3     | 18    |
| 5   | Alicja Szemplińska | «New Home»        | 5      | 5        | 6     | 10    |
| 6   | Felivers           | «Never Back Down» | 8      | 6        | 4     | 14    |
| 7   | Maja Hyży          | «Never Hide»      | 2      | 4        | 9     | 6     |
| 8   | Jann               | «Gladiator»       | 7      | 12       | 2     | 19    |
| 9   | Blanka             | «Solo»            | 12     | 10       | 1     | 22    |
| 10  | Yan Majewski       | «Champion»        | 4      | 7        | 5     | 11    |

## En Eurovisión
De acuerdo a las reglas del festival, todos los concursantes deben iniciar desde las semifinales, a excepción del anfitrión (en este caso, Reino Unido), el ganador del año anterior, Ucrania y el Big Five compuesto por Alemania, España, Francia, Italia y el propio Reino Unido. En el sorteo realizado el 31 de enero de 2023, Polonia fue sorteada en la segunda semifinal del festival. En este mismo sorteo, se determinó que participaría en la segunda mitad de la semifinal (posiciones 9-16). Semanas después, ya conocidos los artistas y sus respectivas canciones participantes, la producción del programa dio a conocer el orden de actuación, determinando que el país participaría en la novena posición, después de Grecia y precediendo a Eslovenia.